# Francesco Bonetti

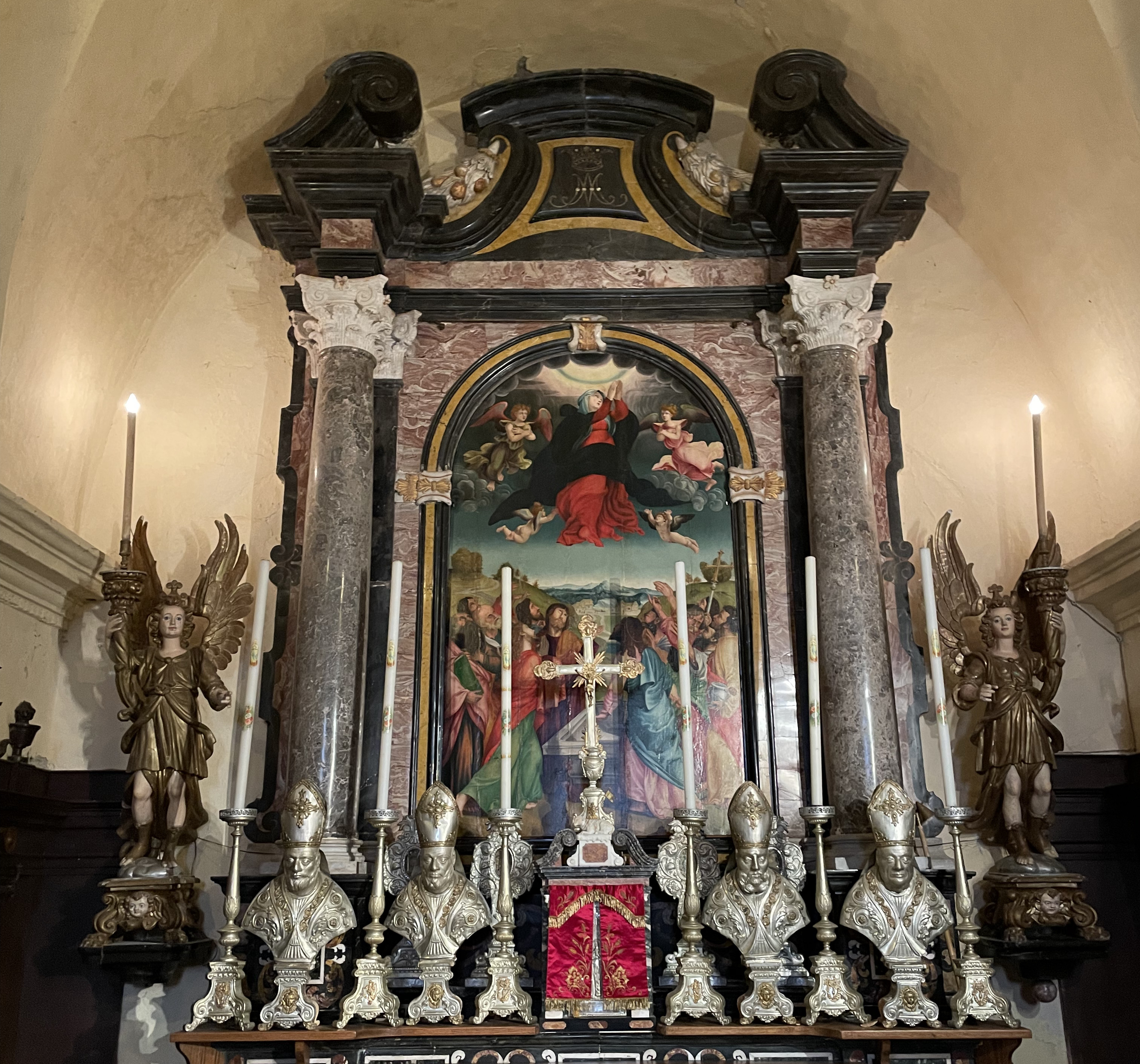
Assunzione della Vergine realizzata nel 1534 in collaborazione con Lucano da Imola

Francesco Bonetti (o Francesco di Mariano; Zogno, 1480 circa – Bergamo, 20 agosto 1550 circa) è stato un pittore italiano.

## Biografia
I Bonetti furono una famiglia di pittori provenienti da Baresi piccola frazione in alta val Brembana, ma delle opere di Mariano, Apollonio, Mariano di Michele, Pietro, Giambattista e Benedetto, sebben citati in alcuni documenti, non ne è rimasta nessun traccia.  Documentata invece l'attività di un certo Bonetus Joannes da Pergamo commerciante di panni seta che nel 1460, come molti valligiani, si trasferì a Venezia con il figlio Bernardo.
Notevoli sono i documenti conservati nell'archivio di Stato di Bergamo e nella corrispondenza di Lorenzo Lotto, relativi a Francesco Bonetti, anche se sono scarse le informazioni artistiche che ci conducano ad una certa aggiudicazione delle sue opere. 

Dalla corrispondenza con il Lotto si evince che fosse uno dei suoi allievi negli anni in cui abitò la città orobica, dal 1513 al 1526, suo collaboratore nella realizzazione degli affreschi dell'Oratorio Suardi di Trescore Balneario, e intermediario con la Fondazione MIA per la consegna e il corretto uso delle tarsie di Santa Maria Maggiore. Si considera la sua nascita tra il 1470 e il 1480 e dal 1517 risulta residente in Bergamo vicino a porta San Giacomo, dove aveva famiglia e un figlio di nome Apollonio che nel 1549 risulta firmasse alcune commissioni artistiche.
La fiducia che riponeva l'artista lagunare nel giovane Bonetti, ci presenta un uomo di una certa capacità interpretativa, anche se i suoi lavori sono sicuramente molto lontani sotto l'aspetto qualitativo da quelli del suo maestro, eppure il Lotto lo presentava e giustificava anche pubblicamente.  Negli anni dal 1524 e il 1530, lo nominò suo intermediario nella intensa corrispondenza con il consorzio della Misericordia Maggiore in riferimento alle tarsie della basilica di Santa Maria Maggiore che l'artista veneziano aveva disegnato, e di cui chiedeva pagamento e la riconsegna dei disegni originali. 
Il 25 marzo 1531 l'artista fu menzionato nel primo testamento di Lorenzo Lotto con Pietro di Giovanni veneziano e il Giulio da Amandola, dove stabiliva la divisione dei suoi disegni e oggetti in cera e gesso ad entrambi suoi alunni. 
Malgrado non si conosca la data di morte risulta deceduto in data precedente il 16 settembre 1556, quando fu rogato un atto notarile che nomina un certo Apollonio figlio del defunto pittore Francesco.

## Opere
- Assunzione della Vergine presso il santuario della Madonna di Salzana a Pizzino eseguito con Lucano da Imola
- Affreschi del Palatio verso la piazza documentati nell'archivio di stato di Bergamo ma ormai persi;
- Sei santi francescani conservato nella sacrestia della Chiesa di Sant'Alessandro della Croce,
- Episodi della vita di sant'Antonio, predella della tavola dei sei santi francescani[6].